# Tanquecitos South Acres II
Tanquecitos South Acres II es un lugar designado por el censo ubicado en el condado de Webb en el estado estadounidense de Texas. En el Censo de 2010 tenía una población de 50 habitantes y una densidad poblacional de 279,78 personas por km².

## Geografía
Tanquecitos South Acres II se encuentra ubicado en las coordenadas 27°29′13″N 99°23′17″O / 27.48694, -99.38806. Según la Oficina del Censo de los Estados Unidos, Tanquecitos South Acres II tiene una superficie total de 0.18 km², de la cual 0.18 km² corresponden a tierra firme y (0%) 0 km² es agua.

## Demografía
Según el censo de 2010, había 50 personas residiendo en Tanquecitos South Acres II. La densidad de población era de 279,78 hab./km². De los 50 habitantes, Tanquecitos South Acres II estaba compuesto por el 100% blancos, el 0% eran afroamericanos, el 0% eran amerindios, el 0% eran asiáticos, el 0% eran isleños del Pacífico, el 0% eran de otras razas y el 0% pertenecían a dos o más razas. Del total de la población el 100% eran hispanos o latinos de cualquier raza.